# Radu Mîțu
Radu Mîțu, född 4 november 1994, är en moldavisk fotbollsmålvakt.

## Karriär
I mars 2020 värvades Mîțu av division 1-klubben Vasalunds IF. Han debuterade i Division 1 den 14 juni 2020 i en 4–0-vinst över IFK Berga.
I april 2021 skrev Mîțu på ett tremånaderskontrakt med Örebro SK. I juli 2022 lämnade han klubben utan att ha spelat några matcher.